# Schopfblaurabe

Hauptverbreitungsgebiet des Schopfblauraben

Der Schopfblaurabe (Cyanocorax dickeyi) ist eine endemisch in Mexiko vorkommende Singvogelart aus der Familie der Rabenvögel (Corvidae). Der wissenschaftliche Artname ehrt den US-amerikanischen Ornithologen Donald Ryder Dickey.

## Merkmale
Der Schopfblaurabe erreicht eine Körperlänge von ca. 37 Zentimetern und ein Gewicht von 160 bis 185 Gramm. Es besteht kein Sexualdimorphismus. Die Oberseite, die Kehle und die Flügel sind blauschwarz bis dunkel violett blau. Der Hinterkopf, der Nacken, der Hals und die gesamte Unterseite sind weiß. Das Gesicht ist weiß und zeigt eine schwarze Umrandung mit ebenso gefärbten Zügeln. Namensgebend sind die aufrecht stehenden schwarzen Federn am Oberkopf, die einen Schopf bilden und ca. 30 Millimeter lang sind. Die Steuerschwanzdecken sind ca. 184 Millimeter lang, wobei die vordere Hälfte blauschwarz und die hintere Hälfte rein weiß ist. Die Unterschwanzdecken sind gänzlich weiß. Der kräftige Schnabel ist schwarz, die Iris gelb.

## Ähnliche Arten
Dem Schopfblauraben sehr ähnlich ist der Weißschwanz-Blaurabe (Cyanocorax mystacalis). Dieser kommt jedoch ausschließlich in Peru und Ecuador vor, sodass es keine geographische Überlappung der beiden Arten gibt. Zur sicheren Unterscheidung wurden DNA-Profile angelegt.

## Verbreitung und Lebensraum
Der Schopfblaurabe kommt endemisch in den mexikanischen Bundesstaaten Sinaloa, Durango und Nayarit bodenständig vor. 2011 gab es auch einen Nachweis aus dem Bundesstaat Chihuahua. Der Schopfblaurabe besiedelt bergige Mischwälder in Höhenlagen zwischen 1350 und 2150 Metern.

## Lebensweise
Die Schopfblauraben halten sich überwiegend in den Baumkronen auf und steigen nur selten zum Boden herab. Ihre Nahrung umfasst Wirbellose, Obst, Beeren und Eicheln. Die Lautäußerungen des Vogels sind variationsreich. Oftmals bilden die Raben Brutgruppen, die aus einem Zuchtpaar und mehreren nicht brütenden jüngeren Vögeln bestehen. Das Nest hat eine grobe Struktur, ist aus Stöcken und Zweigen gebaut und wird mit feineren Zweigen und Pflanzenmaterial ausgekleidet. Meist befindet es sich 5 bis 15 Meter über dem Boden in dichtem Baumblätterwerk. Ein Gelege besteht aus drei bis fünf Eiern und wird zwischen April und Mai gelegt. Die Brutzeit beträgt 18 bis 19 Tage, die Nestlingszeit ca. 24 Tage.

## Bestand und Gefährdung
Der Schopfblaurabe ist in seinen Vorkommensgebieten im Rückgang begriffen und wird von der Weltnaturschutzorganisation IUCN als „near threatened = potentiell gefährdet“ geführt. Ein Teil des Lebensraums der Art wird für den Anbau von Suchtstoffen genutzt, wodurch einerseits Lebensraum verloren geht, andererseits Störungen durch den Personenverkehr auftreten. Einige Gebiete wurden außerdem durch Dürren in Mitleidenschaft gezogen. Weiterhin werden angestammte Brutgebiete durch das unkontrollierte Fällen des Kiefernwaldes zerstört. Geeigneter Lebensraum geht auch durch Waldbrände oder den Straßenbau verloren.

## Trivia
Die mexikanische Post gab 2001 eine Briefmarke heraus, die Schopfblauraben (spanisch: Chara pinta) zeigt.